# Pilocrocis floccosa
Pilocrocis floccosa là một loài bướm đêm trong họ Crambidae.